# Horevina
Horevina (en serbe cyrillique : Хоревина) est un village du nord du Monténégro, dans la municipalité de Pljevlja.

## Démographie

### Évolution historique de la population
| 1948 | 1953 | 1961 | 1971 | 1981 | 1991 | 2003 |
| ---- | ---- | ---- | ---- | ---- | ---- | ---- |
| 60   | 52   | 62   | 43   | 29   | 19   | 17   |